# Condado de Campillos
El condado de Campillos es un título nobiliario español concedido el 8 de junio de 1868 por la reina Isabel II, a favor de Diego Chico de Guzmán y Figueroa, diputado a Cortes, senador vitalicio y caballero de la Orden de Santiago.

## Condes de Campillos
|                                       | Titular                                         | Periodo                               |
| Creado en 1868 por la reina Isabel II | Creado en 1868 por la reina Isabel II           | Creado en 1868 por la reina Isabel II |
| ------------------------------------- | ----------------------------------------------- | ------------------------------------- |
| I                                     | Diego María Chico de Guzmán y Figueroa          | 1868-1882                             |
| II                                    | Joaquín María Chico de Guzmán y Chico de Guzmán | 1883-1962                             |
| III                                   | José María Chico de Guzmán y Barnuevo           | 1979-2006                             |
| IV                                    | José María Chico de Guzmán y García-Nava        | 2009-2024                             |
| V                                     | José María Chico de Guzmán Corbellini           | 2025-actual titular                   |

## Historia de los condes de Campillos
- Diego María Chico de Guzmán y Figueroa (Cehegín, Murcia, 1 de marzo de 1807[2]-22 de marzo de 1882) , I conde de Campillos,[1] diputado a Cortes, senador vitalicio, caballero de la Orden de Santiago[1] y maestrante de Granada. Era hijo de Joaquín Chico de Guzmán y Carreño y de Jerónima Figueroa de la Torre.[2]

Casó, en 1868, con su prima Emilia Chico de Guzmán y Belmonte, hija de Joaquín Chico de Guzmán y Hurtado de Salcedo, caballero de la Orden de Calatrava, natural de Cehegín, y de Mariana de Belmonte y Castellar, natural de Mota del Cuervo. En 21 de junio de 1883, sucedió su hijo:
- Joaquín María Chico de Guzmán y Chico de Guzmán (13 de marzo de 1870-19 de agosto de 1962), II conde de Campillos,[1] abogado,  senador por la provincia de Albacete (1914, 1915) y por la provincia de Murcia (1919-1920),[5] caballero de la Orden de Santiago, maestrante de Granada y diputado por Cieza.[6]

Casó, en 1906, con María del Dulce Nombre Barnuevo y Sandoval (1876-1956). Sucedió su hijo:
- José María Chico de Guzmán y Barnuevo (Madrid, 7 de noviembre de 1909-Madrid, 31 de julio de 2006), III conde de Campillos.[1][8]

Casó, el 25 de mayo de 1935, en Madrid, con María Covadonga García-Nava y Santa María. En 25 de mayo de 2009, sucedió su hijo:
- José María Chico de Guzmán y García-Nava (Zaragoza, 20 de noviembre de 1937-Cehegín, 16 de diciembre de 2023[9]), IV conde de Campillos,[1]ingeniero agrónomo, licenciado en Derecho y presidente de la Fundación del Hospital de la Real Piedad.[10]

Casó con Clementina Corbellini Molleja. Le sucedió su hijo:
- José María Chico de Guzmán Corbellini, V conde de Campillos[11]